# Fed Cup 2018 Zona Asia/Oceania
La Zona Asia/Oceania (Asia/Oceania Zone) è una delle 3 divisioni zonali nell'ambito della Fed Cup 2018. Essa è a sua volta suddivisa in due gruppi (Gruppo I, Gruppo II) formati rispettivamente da 8 e 15 squadre, inserite in tali gruppi in base ai risultati ottenuti l'anno precedente.

## Gruppo I
- Sede: RK Khanna Tennis Stadium, Nuova Delhi, India (cemento outdoor)
- Periodo: 7-10 febbraio
- Formula: due gironi (Pool) da 4 squadre, in cui ogni squadra affronta le altre incluse nel proprio Pool. Successivamente la prima in classifica del Pool A affronta la prima del Pool B per l'ammissione agli spareggi del Gruppo Mondiale II. Vengono contemporaneamente disputati due spareggi fra le ultime due squadre di ciascun Pool per stabilire le due retrocessioni.

|   | Pool A (Dettagli) | Kazakistan (bandiera) | Cina (bandiera) | India (bandiera) | Hong Kong (bandiera) |   |                     | Pool B (Dettagli) | Giappone (bandiera) | Corea del Sud (bandiera) | Thailandia (bandiera) | Taipei cinese (bandiera) |
| 1 | Kazakistan (3-0)  |                       | 3-0             | 2-1              | 3-0                  | 1 | Giappone (3-0)      |                   | 3-0                 | 3-0                      | 3-0                   |                          |
| 2 | Cina (2-1)        | 0-3                   |                 | 2-1              | 2-1                  | 2 | Corea del Sud (2-1) | 0-3               |                     | 2-1                      | 3-0                   |                          |
| 3 | India (1-2)       | 1-2                   | 1-2             |                  | 3-0                  | 3 | Thailandia (1-2)    | 0-3               | 1-2                 |                          | 2-1                   |                          |
| 4 | Hong Kong (0-3)   | 0-3                   | 1-2             | 0-3              |                      | 4 | Taipei cinese (0-3) | 0-3               | 0-3                 | 1-2                      |                       |                          |

### Spareggio promozione
| Kazakistan 1 | RK Khanna Tennis Stadium, Nuova Delhi, India 10 febbraio 2018 Cemento (outdoor) | RK Khanna Tennis Stadium, Nuova Delhi, India 10 febbraio 2018 Cemento (outdoor) | Giappone 2 |     |   |  |
| \| \| \| \| 1 \| 2 \| 3 \| \| \| - \| \| ----------------------------------------------------------- \| --- \| --- \| - \| \| \| 1 \| \| Zarina Diyas Kurumi Nara \| 5 7 \| 4 6 \| \| \| \| 2 \| \| Yulia Putintseva Nao Hibino \| 6 3 \| 6 4 \| \| \| \| 3 \| \| Zarina Diyas / Yulia Putintseva Miyu Katō / Makoto Ninomiya \| 4 6 \| 5 7 \| \| \| |                                                                                 |                                                                                 |            |     |   |  |
| |                                                                                 |                                                                                 | 1          | 2   | 3 |  |
| 1 | Kazakistan (bandiera) · Giappone (bandiera)                                     | Zarina Diyas Kurumi Nara                                                        | 5 7        | 4 6 |   |  |
| 2 | Kazakistan (bandiera) · Giappone (bandiera)                                     | Yulia Putintseva Nao Hibino                                                     | 6 3        | 6 4 |   |  |
| 3 | Kazakistan (bandiera) · Giappone (bandiera)                                     | Zarina Diyas / Yulia Putintseva Miyu Katō / Makoto Ninomiya                     | 4 6        | 5 7 |   |  |

### Spareggio 3º-4º posto
| Cina 2 | RK Khanna Tennis Stadium, Nuova Delhi, India 10 febbraio 2018 Cemento (outdoor) | RK Khanna Tennis Stadium, Nuova Delhi, India 10 febbraio 2018 Cemento (outdoor) | Corea del Sud 0 |     |     |             |
| \| \| \| \| 1 \| 2 \| 3 \| \| \| - \| \| ------------------------------------------------- \| --- \| --- \| --- \| ----------- \| \| 1 \| \| Zhaoxuan Yang So-Ra Lee \| 6 3 \| 6 2 \| \| \| \| 2 \| \| Lin Zhu Sunam Jeong \| 4 6 \| 7 5 \| 6 1 \| \| \| 3 \| \| Yafan Wang / Zhaoxuan Yang Na-lae Han / Na-Ri Kim \| \| \| \| non giocato \| |                                                                                 |                                                                                 |                 |     |     |             |
| |                                                                                 |                                                                                 | 1               | 2   | 3   |             |
| 1 | Cina (bandiera) · Corea del Sud (bandiera)                                      | Zhaoxuan Yang So-Ra Lee                                                         | 6 3             | 6 2 |     |             |
| 2 | Cina (bandiera) · Corea del Sud (bandiera)                                      | Lin Zhu Sunam Jeong                                                             | 4 6             | 7 5 | 6 1 |             |
| 3 | Cina (bandiera) · Corea del Sud (bandiera)                                      | Yafan Wang / Zhaoxuan Yang Na-lae Han / Na-Ri Kim                               |                 |     |     | non giocato |

### Spareggi retrocessione
| India 2 | RK Khanna Tennis Stadium, Nuova Delhi, India 10 febbraio 2018 Cemento (outdoor) | RK Khanna Tennis Stadium, Nuova Delhi, India 10 febbraio 2018 Cemento (outdoor) | Taipei cinese 0 |     |     |             |
| \| \| \| \| 1 \| 2 \| 3 \| \| \| - \| \| -------------------------------------------------------------- \| ---- \| --- \| --- \| ----------- \| \| 1 \| \| Karman Kaur Thandi Pei Chi-Lee \| 7 64 \| 6 3 \| \| \| \| 2 \| \| Ankita Raina Chieh-Yu Hsu \| 6 4 \| 5 7 \| 6 1 \| \| \| 3 \| \| Ankita Raina / Prarthana Thombare Ching-Wen Hsu / Ya-Hsuan Lee \| \| \| \| non giocato \| |                                                                                 |                                                                                 |                 |     |     |             |
| |                                                                                 |                                                                                 | 1               | 2   | 3   |             |
| 1 | India (bandiera) · Taipei cinese (bandiera)                                     | Karman Kaur Thandi Pei Chi-Lee                                                  | 7 64            | 6 3 |     |             |
| 2 | India (bandiera) · Taipei cinese (bandiera)                                     | Ankita Raina Chieh-Yu Hsu                                                       | 6 4             | 5 7 | 6 1 |             |
| 3 | India (bandiera) · Taipei cinese (bandiera)                                     | Ankita Raina / Prarthana Thombare Ching-Wen Hsu / Ya-Hsuan Lee                  |                 |     |     | non giocato |

| Thailandia 2 | RK Khanna Tennis Stadium, Nuova Delhi, India 10 febbraio 2018 Cemento (outdoor) | RK Khanna Tennis Stadium, Nuova Delhi, India 10 febbraio 2018 Cemento (outdoor) | Hong Kong 1 |     |   |  |
| \| \| \| \| 1 \| 2 \| 3 \| \| \| - \| \| --------------------------------------------------------------------- \| --- \| --- \| - \| \| \| 1 \| \| Patcharin Cheapchandej Eudice Chong \| 3 6 \| 3 6 \| \| \| \| 2 \| \| Peangtarn Plipuech Ling Zhang \| 6 3 \| 6 1 \| \| \| \| 3 \| \| Nicha Lertpitaksinchai / Peangtarn Plipuech Eudice Chong / Ling Zhang \| 6 3 \| 6 1 \| \| \| |                                                                                 |                                                                                 |             |     |   |  |
| |                                                                                 |                                                                                 | 1           | 2   | 3 |  |
| 1 | Thailandia (bandiera) · Hong Kong (bandiera)                                    | Patcharin Cheapchandej Eudice Chong                                             | 3 6         | 3 6 |   |  |
| 2 | Thailandia (bandiera) · Hong Kong (bandiera)                                    | Peangtarn Plipuech Ling Zhang                                                   | 6 3         | 6 1 |   |  |
| 3 | Thailandia (bandiera) · Hong Kong (bandiera)                                    | Nicha Lertpitaksinchai / Peangtarn Plipuech Eudice Chong / Ling Zhang           | 6 3         | 6 1 |   |  |

### Verdetti
- Giappone ammesso allo spareggio per il Gruppo Mondiale II.
- Taipei cinese e  Hong Kong retrocessi nel Gruppo II.

## Gruppo II
- Sede: Bahrain Tennis Federation, Isa Town, Bahrein
- Periodo: 6-10 febbraio 2018
- Formula: quattro gironi (Pool) due da 3 e due 4 squadre, in cui ogni squadra affronta le altre incluse nel proprio Pool. Successivamente le prime due di ciascun Pool disputano gli spareggi per la promozione al Gruppo I.

|   | Pool A (Dettagli)   | Uzbekistan (bandiera) | Nuova Zelanda (bandiera) | Libano (bandiera) |
| 1 | Uzbekistan (2-0)    |                       | 3-0                      | 3-0               |
| 2 | Nuova Zelanda (1-1) | 0-3                   |                          | 3-0               |
| 3 | Libano (0-2)        | 0-3                   | 0-3                      |                   |

|   | Pool B (Dettagli)  | Singapore (bandiera) | Filippine (bandiera) | Kirghizistan (bandiera) |
| 1 | Singapore (2-0)    |                      | 2-1                  | 2-1                     |
| 2 | Filippine (1-1)    | 1-2                  |                      | 2-1                     |
| 3 | Kirghizistan (0-2) | 1-2                  | 1-2                  |                         |

|   | Pool C (Dettagli)           | Comunità del Pacifico (bandiera) | Oman (bandiera) | Malaysia (bandiera) | Iran (bandiera) |   |                 | Pool D (Dettagli) | Indonesia (bandiera) | Pakistan (bandiera) | Sri Lanka (bandiera) | Bahamas (bandiera) |
| 1 | Comunità del Pacifico (3-0) |                                  | 3-0             | 3-0                 | 3-0             | 1 | Indonesia (3-0) |                   | 3-0                  | 3-0                 | 3-0                  |                    |
| 2 | Oman (2-1)                  | 0-3                              |                 | 2-1                 | 2-1             | 2 | Pakistan (2-1)  | 0-3               |                      | 2-1                 | 3-0                  |                    |
| 3 | Malaysia (1-2)              | 0-3                              | 1-2             |                     | 3-0             | 3 | Sri Lanka (1-2) | 0-3               | 1-2                  |                     | 3-0                  |                    |
| 4 | Iran (0-3)                  | 0-3                              | 1-2             | 0-3                 |                 | 4 | Bahamas (0-3)   | 0-3               | 0-3                  | 0-3                 |                      |                    |

### Spareggi promozione
| Uzbekistan 0 | Bahrain Tennis Federation, Isa Town, Bahrein 10 Febbraio 2018 Cemento (outdoor) | Bahrain Tennis Federation, Isa Town, Bahrein 10 Febbraio 2018 Cemento (outdoor) | Indonesia 3 |     |   |  |
| \| \| \| \| 1 \| 2 \| 3 \| \| \| - \| \| ------------------------------------------------------------------------- \| ---- \| --- \| - \| \| \| 1 \| \| Akgul Amanmuradova Aldila Sutjiadi \| 2 6 \| 2 6 \| \| \| \| 2 \| \| Sabina Sharipova Beatrice Gumulya \| \| \| \| \| \| 3 \| \| Nigina Abduraimova / Yasmina Karimjamova Deria Nur Haliza / Jessy Rompies \| 65 7 \| 1 6 \| \| \| |                                                                                 |                                                                                 |             |     |   |  |
| |                                                                                 |                                                                                 | 1           | 2   | 3 |  |
| 1 | Uzbekistan (bandiera) · Indonesia (bandiera)                                    | Akgul Amanmuradova Aldila Sutjiadi                                              | 2 6         | 2 6 |   |  |
| 2 | Uzbekistan (bandiera) · Indonesia (bandiera)                                    | Sabina Sharipova Beatrice Gumulya                                               |             |     |   |  |
| 3 | Uzbekistan (bandiera) · Indonesia (bandiera)                                    | Nigina Abduraimova / Yasmina Karimjamova Deria Nur Haliza / Jessy Rompies       | 65 7        | 1 6 |   |  |

| Singapore 1 | Bahrain Tennis Federation, Isa Town, Bahrein 10 febbraio 2018 Cemento (outdoor) | Bahrain Tennis Federation, Isa Town, Bahrein 10 febbraio 2018 Cemento (outdoor) | Comunità del Pacifico 2 |     |     |  |
| \| \| \| \| 1 \| 2 \| 3 \| \| \| - \| \| ---------------------------------------------------------------------------- \| --- \| --- \| --- \| \| \| 1 \| \| Charmaine Shi Yi Seah Steffi Carruthers \| 6 4 \| 6 4 \| \| \| \| 2 \| \| Stefanie Tan Abigail Tere-Apisah \| 6 2 \| 2 6 \| 4 6 \| \| \| 3 \| \| Charmaine Shi Yi Seah / Stefanie Tan Steffi Carruthers / Abigail Tere-Apisah \| 1 6 \| 1 6 \| \| \| |                                                                                 |                                                                                 |                         |     |     |  |
| |                                                                                 |                                                                                 | 1                       | 2   | 3   |  |
| 1 | Singapore (bandiera) · Comunità del Pacifico (bandiera)                         | Charmaine Shi Yi Seah Steffi Carruthers                                         | 6 4                     | 6 4 |     |  |
| 2 | Singapore (bandiera) · Comunità del Pacifico (bandiera)                         | Stefanie Tan Abigail Tere-Apisah                                                | 6 2                     | 2 6 | 4 6 |  |
| 3 | Singapore (bandiera) · Comunità del Pacifico (bandiera)                         | Charmaine Shi Yi Seah / Stefanie Tan Steffi Carruthers / Abigail Tere-Apisah    | 1 6                     | 1 6 |     |  |

### Spareggi 5º-8º posto
| Nuova Zelanda 3 | Bahrain Tennis Federation, Isa Town, Bahrein 9 febbraio 2018 Cemento (outdoor) | Bahrain Tennis Federation, Isa Town, Bahrein 9 febbraio 2018 Cemento (outdoor) | Pakistan 0 |     |   |  |
| \| \| \| \| 1 \| 2 \| 3 \| \| \| - \| \| --------------------------------------------------------------------- \| --- \| --- \| - \| \| \| 1 \| \| Jade Lewis Mahin Qureshi \| 6 1 \| 6 0 \| \| \| \| 2 \| \| Erin Routliffe Ushna Suhail \| 6 3 \| 6 1 \| \| \| \| 3 \| \| Emily Fanning / Katherine Westbury Sarah Mahboob Khan / Mahin Qureshi \| 6 3 \| 6 1 \| \| \| |                                                                                |                                                                                |            |     |   |  |
| |                                                                                |                                                                                | 1          | 2   | 3 |  |
| 1 | Nuova Zelanda (bandiera) · Pakistan (bandiera)                                 | Jade Lewis Mahin Qureshi                                                       | 6 1        | 6 0 |   |  |
| 2 | Nuova Zelanda (bandiera) · Pakistan (bandiera)                                 | Erin Routliffe Ushna Suhail                                                    | 6 3        | 6 1 |   |  |
| 3 | Nuova Zelanda (bandiera) · Pakistan (bandiera)                                 | Emily Fanning / Katherine Westbury Sarah Mahboob Khan / Mahin Qureshi          | 6 3        | 6 1 |   |  |

| Filippine 3 | Bahrain Tennis Federation, Isa Town, Bahrein 9 febbraio 2018 Cemento (outdoor) | Bahrain Tennis Federation, Isa Town, Bahrein 9 febbraio 2018 Cemento (outdoor)     | Oman 0 |     |   |  |
| \| \| \| \| 1 \| 2 \| 3 \| \| \| - \| \| ---------------------------------------------------------------------------------- \| --- \| --- \| - \| \| \| 1 \| \| Marian Jade Capadocia Aisha Al Suleimani \| 6 1 \| 6 0 \| \| \| \| 2 \| \| Khim Iglupas Maryam Al Balushi \| 6 2 \| 6 1 \| \| \| \| 3 \| \| Katherina Lehnert / Anna Clarice Patrimonio Maryam Al Balushi / Aisha Al Suleimani \| 6 1 \| 6 0 \| \| \| |                                                                                |                                                                                    |        |     |   |  |
| |                                                                                |                                                                                    | 1      | 2   | 3 |  |
| 1 | Filippine (bandiera) · Oman (bandiera)                                         | Marian Jade Capadocia Aisha Al Suleimani                                           | 6 1    | 6 0 |   |  |
| 2 | Filippine (bandiera) · Oman (bandiera)                                         | Khim Iglupas Maryam Al Balushi                                                     | 6 2    | 6 1 |   |  |
| 3 | Filippine (bandiera) · Oman (bandiera)                                         | Katherina Lehnert / Anna Clarice Patrimonio Maryam Al Balushi / Aisha Al Suleimani | 6 1    | 6 0 |   |  |

### Spareggi 9º-12º posto
| Libano 0 | Bahrain Tennis Federation, Isa Town, Bahrein 9 febbraio 2018 Cemento (outdoor) | Bahrain Tennis Federation, Isa Town, Bahrein 9 febbraio 2018 Cemento (outdoor) | Sri Lanka 3 |     |   |  |
| \| \| \| \| 1 \| 2 \| 3 \| \| \| - \| \| --------------------------------------------------------------- \| --- \| --- \| - \| \| \| 1 \| \| Yara Fayssal Nethmi Himashi Waduge \| 3 6 \| 2 6 \| \| \| \| 2 \| \| Hoda Habib Anika Seneviratne \| 0 6 \| 2 6 \| \| \| \| 3 \| \| Yara Fayssal / Sara Nassif Janali Manamperi / Anika Seneviratne \| 2 6 \| 4 6 \| \| \| |                                                                                |                                                                                |             |     |   |  |
| |                                                                                |                                                                                | 1           | 2   | 3 |  |
| 1 | Libano (bandiera) · Sri Lanka (bandiera)                                       | Yara Fayssal Nethmi Himashi Waduge                                             | 3 6         | 2 6 |   |  |
| 2 | Libano (bandiera) · Sri Lanka (bandiera)                                       | Hoda Habib Anika Seneviratne                                                   | 0 6         | 2 6 |   |  |
| 3 | Libano (bandiera) · Sri Lanka (bandiera)                                       | Yara Fayssal / Sara Nassif Janali Manamperi / Anika Seneviratne                | 2 6         | 4 6 |   |  |

| Kirghizistan 2 | Bahrain Tennis Federation, Isa Town, Bahrein 9 febbraio 2018 Cemento (outdoor) | Bahrain Tennis Federation, Isa Town, Bahrein 9 febbraio 2018 Cemento (outdoor) | Malaysia 1 |     |     |  |
| \| \| \| \| 1 \| 2 \| 3 \| \| \| - \| \| ------------------------------------------------------------------------ \| ---- \| --- \| --- \| \| \| 1 \| \| Saara Kunakunova Theiviya Selvarajoo \| 63 7 \| 6 3 \| 6 3 \| \| \| 2 \| \| Ksenia Palkina Suhana Sofia \| 6 4 \| 6 4 \| \| \| \| 3 \| \| Kanykey Koikhumanova / Saara Kunakunova Jawairiah Noordin / Suhana Sofia \| 4 6 \| 2 6 \| \| \| |                                                                                |                                                                                |            |     |     |  |
| |                                                                                |                                                                                | 1          | 2   | 3   |  |
| 1 | Kirghizistan (bandiera) · Malaysia (bandiera)                                  | Saara Kunakunova Theiviya Selvarajoo                                           | 63 7       | 6 3 | 6 3 |  |
| 2 | Kirghizistan (bandiera) · Malaysia (bandiera)                                  | Ksenia Palkina Suhana Sofia                                                    | 6 4        | 6 4 |     |  |
| 3 | Kirghizistan (bandiera) · Malaysia (bandiera)                                  | Kanykey Koikhumanova / Saara Kunakunova Jawairiah Noordin / Suhana Sofia       | 4 6        | 2 6 |     |  |

### Verdetti
- Indonesia e  Comunità del Pacifico promosse al Gruppo I.